# 이은수 (2002년)
이은수(2002년 5월 25일 ~ )는 대한민국의 모델, 배우이다.

## 출연 작품

### 드라마
- 2005년 MBC HD 일일연속극 《굳세어라 금순아》... 휘성 역
- 2006년 SBS 금요드라마 《마이 러브》 ... 김솔 역
- 2007년 KBS 2TV 주말연속극 《행복한 여자》세종역
- 2008년 SBS 드라마 스페셜 《워킹맘》... 강윤재 역
- 2008년 MBC 아침 드라마 《하얀거짓말》 ... 비안역

### 영화
- 2009년 《펜트하우스 코끼리》... 어린 현우 역
- 2010년 《평행이론》... 한정우 역

### 유아비디오
- 《아빠하고 나하고》